# Seaboard System Railroad

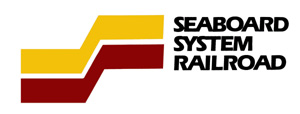
Logo der Seaboard System Railroad

Die Seaboard System Railroad (SBD) war eine US-amerikanische Eisenbahngesellschaft. Sitz der Gesellschaft war Jacksonville (Florida). Sie entstand als Übergangsgesellschaft auf dem Weg zur Schaffung der CSX Transportation. Muttergesellschaft der Seaboard System war die am 1. November 1980 gegründete CSX Corporation. In der Seaboard System Railroad wurden die ab Mitte der 1970er Jahre unter dem Namen „Family Lines“ gemeinsam vermarkteten und unternehmerisch und finanziell verflochten Eisenbahngesellschaften vereinigt.

## Streckennetz
Das rund 22.500 Kilometer große Streckennetz umfasste die Bundesstaaten Florida (Miami, Tampa, Tallahassee), Georgia (Atlanta, Macon, Savannah), Alabama (Birmingham, Mobile), Tennessee (Memphis, Nashville, Chattanooga, Knoxville), Kentucky (Louisville), Illinois (Chicago), Indiana (Indianapolis), South Carolina (Charleston, Georgetown), North Carolina (Charlotte, Wilmington) und Virginia (Richmond, Norfolk), sowie die Städte Cincinnati, St. Louis und New Orleans.

## Geschichte
Die 1968 gegründete Seaboard Coast Line Industries begann nach der Unternehmensgründung einen Expansionskurs. So wurden Louisville and Nashville Railroad, Clinchfield Railroad, Georgia Railroad, Atlanta and West Point Rail Road und Western Railway of Alabama übernommen. Diese Gesellschaften wurden unter der Bezeichnung „Family Lines“ gemeinsam vermarktet, blieben aber rechtlich selbstständig.
Im Rahmen eines Konsolidierungsprozesses wurde am 29. Dezember 1982 die Seaboard System Railroad gegründet, als die Louisville and Nashville Railroad mit der Seaboard Coast Line Railroad fusionierte. Am 1. Januar 1983 wurde die Clinchfield Railroad als Clinchfield Division in das Unternehmen integriert. Im selben Jahr erfolgte auch die Übernahme der übrigen Gesellschaften Georgia Railroad, Atlanta and West Point Rail Road und Western Railway of Alabama. Die Seaboard System besaß außerdem einen 40-Prozent-Anteil an der Richmond-Washington Company, die ihrerseits 63,6 Prozent der Stimmrechte der Richmond, Fredericksburg and Potomac Railroad hielt. Am 1. Juli 1986 wurde Seaboard System in CSX Transportation umbenannt.
Ab November 1980 fungierte A. Paul Funkhouser als Präsident und Chief Executive Officer des Family Lines Rail System. Zum 1. Mai 1982 wurde Richard D. Sanborn sein Nachfolger.